# Musique italienne
La musique italienne regroupe l'ensemble des genres musicaux et des répertoires composés sur le territoire italien depuis les premiers temps de la musique jusqu'au XXIe siècle. Cela concerne la musique traditionnelle des différentes régions d'Italie, la musique classique allant du Moyen Âge à la musique contemporaine, notamment l'opéra italien, et les différents genres de la musique populaire, de la variété à la techno et au hip-hop en passant par le rock.

## Histoire
l'Italie a été le théâtre de plusieurs développements musicaux clés dans l'évolution des liturgies chrétiennes en Occident. Vers 230, bien avant la légalisation du christianisme, la tradition apostolique d'Hippolyte atteste le chant de Psaumes avec des refrains d'Alléluia à Rome. En 386, à l'imitation des modèles orientaux, saint Ambroise écrit des hymnes, dont certains textes subsistent, et introduit en Occident la psalmodie antiphonale. Vers 425, le pape Célestin Ier contribue au développement du rite romain en introduisant le chant responsorial d'un graduel, et Cassien, évêque de Brescia, a contribué au développement de l'office monastique en adaptant la psalmodie monastique égyptienne à l'usage occidental. Plus tard, vers 530, saint Benoît fixera l'ordre hebdomadaire de la psalmodie monastique dans sa Règle. Plus tard, au VIe siècle, saint Venance Fortunat crée certains des hymnes les plus durables de la chrétienté, dont Vexilla regis prodeunt, qui deviendra plus tard l'hymne le plus populaire de la croisade.
Le XVIe siècle assiste à l'avènement de la musique polyphonique imprimée et les progrès de la musique instrumentale, qui contribuent à la diffusion internationale de la musique, caractéristique de la Renaissance. En 1501, Ottaviano dei Petrucci publie l'Harmonice Musices Odhecaton, le premier recueil substantiel de musique polyphonique imprimée, et en 1516, Andrea Antico publie les Frottole intablate da sonari organi, la plus ancienne musique italienne imprimée pour clavier. L'Italie devient le principal centre de construction de clavecins, la production de violons débute à Crémone dans l'atelier d'Andrea Amati, et le luthiste Francesco Canova da Milano vaut à l'Italie une réputation internationale de musicien virtuose.

## Musique de la Rome antique
La musique ancienne doit beaucoup aux Grecs et périclite avec l'Empire romain. 

## Musique classique

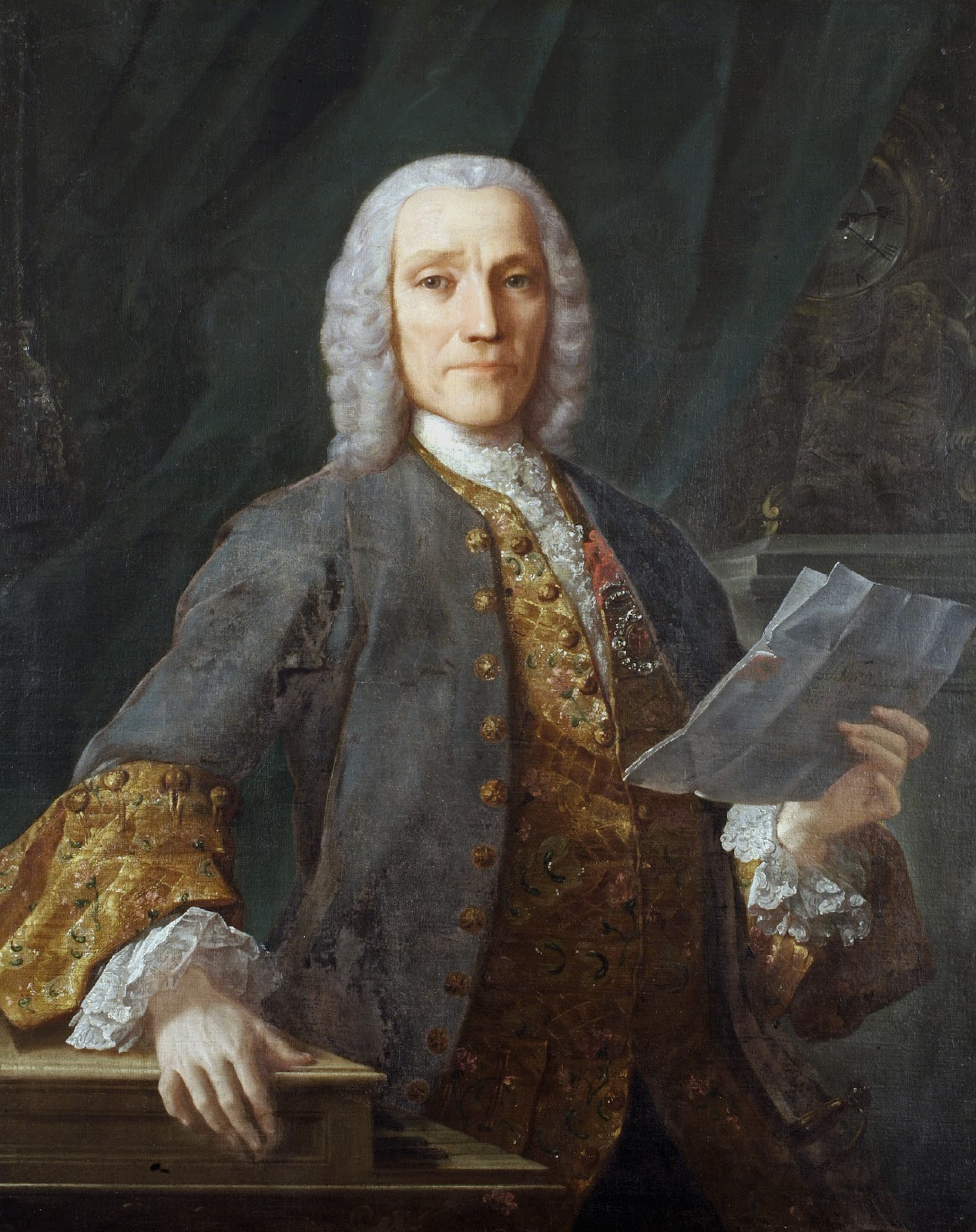
Scarlatti.

L'Italie est, dès le Moyen Âge, le berceau de la musique classique avec Guido d'Arezzo (la notation musicale) et Pétrarque (les canzonieri des troubadours), qui chacun à leur manière participèrent à son développement. Le madrigal du Trecento et les estampies donnent une idée de l'évolution de la musique profane.
Aujourd'hui[Quand ?] encore, nombre de termes ou de formes usités en musique classique viennent de l'italien (a cappella, adagio, aria, arioso, cantate, canzone, coda, concerto, oratorio, partita, recitativo, scherzo, sonata, toccata, etc.). On ne peut évoquer[style à revoir] cette musique sans citer les luthiers majeurs qu'étaient Andrea Amati, Niccolò Amati et Antonio Stradivari qui ont donné leurs lettres de noblesse aux instruments à cordes ou le facteur de clavecins Bartolomeo Cristofori auquel on doit l'invention du piano-forte. Plus récemment[Quand ?], l'Italie est aussi le foyer de grands chefs d'orchestre tels Arturo Toscanini, Riccardo Chailly, Carlo Maria Giulini, Giuseppe Sinopoli, Riccardo Muti et Claudio Abbado, et de grands interprètes tels Arturo Benedetti Michelangeli, Quartetto Italiano, I Musici, Salvatore Accardo, Maurizio Pollini, Uto Ughi, Aldo Ciccolini, Severino Gazzelloni, Ferruccio Busoni, Roberto Fabbriciani, Bruno Canino, Oscar Ghiglia.
La Renaissance italienne va voir se développer la polyphonie sacrée (Miserere), le frottole et le madrigal profane avec : Gregorio Allegri, Giulio Caccini, Emilio de' Cavalieri, Giovanni Gabrieli, Carlo Gesualdo, Claudio Monteverdi, et Giovanni Pierluigi da Palestrina.
Dès la période baroque, la musique atteint son plein rayonnement en Italie notamment par l'avènement du concerto avec des compositeurs tels que : Tomaso Albinoni, Arcangelo Corelli, Girolamo Frescobaldi, Pietro Locatelli, Jean-Baptiste Pergolèse, Antonio Salieri, Alessandro Scarlatti, Domenico Scarlatti et Antonio Vivaldi. Le romantisme en Italie connaît son heure de gloire essentiellement avec l'opéra. La musique symphonique se développe en dehors de la péninsule où elle est peu représentée : Muzio Clementi, Luigi Cherubini, Niccolò Paganini, et Giovanni Battista Viotti.
Les modernes et les néo-classiques prennent aussi le tournant de l'atonalité et du dodécaphonisme en Italie suivis par les adeptes du sérialisme de la musique contemporaine : Luciano Berio, Ferruccio Busoni, Sylvano Bussotti, Ennio Morricone, Luigi Nono, Ottorino Respighi, Luigi Russolo, et Giacinto Scelsi
L'Italie est la patrie de l'opéra. Au XVIIIe siècle, 150 villes d'Italie possédaient au moins un théâtre d'opéra. Rome et Venise disposaient de huit salles, Naples et Florence venaient ensuite avec quatre et trois salles. L'opéra sous sa forme moderne naît à Florence au début du XVIIe siècle, atteint son apogée avec les romantiques du XIXe puis se développe encore de nos jours avec les contemporains ; cette passion pour la voix conduit à l'avènement des castrats (Farinelli) et au culte du bel canto au travers de divas telle Renata Tebaldi (soprano) ou Cecilia Bartoli (mezzo-soprano) ou de ténors tels Enrico Caruso ou Luciano Pavarotti. Parmi les grands compositeurs d'opéra figurent Vincenzo Bellini, Domenico Cimarosa, Luigi Dallapiccola, Gaetano Donizetti, Bruno Maderna, Claudio Monteverdi, Jacopo Peri, Giacomo Puccini, Gioachino Rossini, et Giuseppe Verdi.
Bien que moins connu, ce style est aussi l'apanage de la créativité italienne en ses débuts (à la Renaissance), à Milan notamment. L'un des premiers ballets de Cour créés en France en 1581 fut composé par Balthazar de Beaujoyeulx (en fait « Baltazarini di Belgioioso »). D'autres chorégraphes-compositeurs suivront : Fabritio Caroso, Cesare Negri, et Salvatore Viganò.

## Musique traditionnelle
Elle est évidemment liée ici aux nombreux régionalismes qui font de l'Italie une mosaïque de folklores et de dialectes distincts. On y retrouve des polyphonies, des monodies, des ballatas, des scampanadas, des chiasso, etc. Il existe aussi depuis fort longtemps diverses communautés immigrées (albanaise, grecque, balkanique, nord-africaine, etc.) qui ont conservé leurs traditions ici et qui ont influencé la musique traditionnelle en apportant par exemple des voix très hautes, voire nasales, usant d'ornementation quasi orientale.

### Revivalisme
Né en 1964 dans la lignée du renouveau de la musique folk, ce mouvement proche de l'idéologie communiste dénonce la dérive commerciale de la chanson populaire et prône un retour à la musique prolétaire (les chants de travail) et un « nouveau chansonnier italien ».

## Musique populaire
La musique italienne produit de nombreux artistes importants comme  Domenico Modugno, Mina, Franco Califano, Bruno Martino, Lucio Battisti, Gianni Morandi, Adriano Celentano, Lucio Dalla et, par la suite, Zucchero, Mia Martini, Mango, Laura Pausini, Eros Ramazzotti, Andrea Bocelli, Tiziano Ferro, Marco Masini. 
Parmi les auteurs-compositeurs qui traitent des questions politiques et sociales sont Fabrizio De André, Giorgio Gaber, Francesco Guccini, Luigi Tenco, Paolo Conte, Francesco De Gregori.

### Pop contemporaine
Parmi les musiciens italiens de pop les plus célèbres des dernières décennies figurent Domenico Modugno, Mina, Gigliola Cinquetti, Gianni Morandi, Adriano Celentano, Tony Dallara Bobby Solo, Wilma Goich, Alida Chelli, Peppino Gagliardi, Sophia Loren, Milva, Patty Pravo, Mia Martini, Raffaella Carrà et, plus récemment, Zucchero Fornaciari, Mango, Claudio Baglioni, Vasco Rossi, Irene Grandi, Gianna Nannini et les superstars internationales Eros Ramazzotti, Laura Pausini et Andrea Bocelli. Les musiciens qui composent et chantent leurs chansons sont appelés « auteurs-compositeurs-interprètes ». Leurs compositions se concentrent généralement sur des thèmes socialement pertinents et sont souvent des chants de révolte : cette vague commence dans les années 1960 avec des musiciens tels que Fabrizio De André, Paolo Conte, Giorgio Gaber, Umberto Bindi, Gino Paoli et Luigi Tenco. Les thèmes sociaux, politiques, psychologiques et intellectuels, principalement dans le sillage de l'œuvre de Gaber et De André, sont devenus encore plus prédominants dans les années 1970 grâce à des auteurs tels que Lucio Dalla, Pino Daniele, Francesco De Gregori, Ivano Fossati, Francesco Guccini, Edoardo Bennato, Rino Gaetano et Roberto Vecchioni. Lucio Battisti, de la fin des années 1960 jusqu'au milieu des années 1990, fusionne la musique italienne avec le rock et la pop britanniques et, plus tard dans sa carrière, avec des genres tels que la synthpop, le hip-hop, la techno et l'Eurodance, tandis que Angelo Branduardi et Franco Battiato poursuivent des carrières plus orientées vers la tradition de la musique pop italienne. Il existe une sorte de croisement entre les « auteurs-compositeurs-interprètes » et ceux qui sont considérés comme des chanteurs de « musique de protestation ».

### Ballo liscio
Le ballo liscio (it) est une danse de salon née en Romagne entre la fin du XIXe siècle et les premières décennies du XXe siècle. Au fil des ans, elle s'est répandue dans toute l'Italie, avec une prédominance dans le nord, principalement grâce à Secondo Casadei, également connu sous le nom de Strauss de la Romagne. Elle se compose de trois danses : la mazurka, la valse et la polka. Il doit son nom aux mouvements des danseurs qui glissent, traînent les pieds, puis vont en douceur. Le fondateur du genre est considéré comme Carlo Brighi, plus connu sous le nom de Zaclén, à tel point que l'expression Taca, Zaclèn ! (Attaque, Zaclèn !) est une invitation aux musiciens à commencer à jouer.

### Rock
Le rock italien des années 2000 passe par des groupes comme Baustelle (rock indépendant) Finley (pop punk) ou Sonohra (pop rock). Certains artistes de « variété italienne » tels que Zucchero, empruntent pour certains de leurs morceaux des sonorités pop rock.
Le rock progressif italien est un sous-genre du rock progressif qui a connu son âge d'or dans les années 1970. Outre l'usage de la langue italienne, il est le plus souvent caractérisé par la priorité donnée aux claviers, par le soin apporté à la qualité des mélodies, et aussi par une préférence marquée pour le chant solo sur le chant choral.

### Punk rock
En Italie, l'émergence du punk rock se fait en 1977, en parallèle à d'autres pays frontaliers. À cette période, Les Stooges étaient presque aussi ignorés que les Ramones, et éclipsés par l'explosion du punk britannique, en particulier par le phénomène médiatique généré par les Sex Pistols. C'est avec la sortie de l'album Never Mind the Bollocks que le punk commence à envahir les grandes villes et attire l'intérêt des fanzines italiens.

### Italo disco
L'Italo disco est un genre musical dérivé du disco qui a émergé en Italie à la fin des années 1970. Le nom du genre est largement attribué à Bernhard Mikulski, le fondateur du label discographique ouest-allemand ZYX Music. L'appellation sert d'abord à commercialiser le style en dehors de l'Italie, avant de devenir un genre musical à part entière.
À la fin des années 1970 et au début des années 1980, il rencontre le succès dans les discothèques américaines, en particulier à Chicago et Détroit. Il se popularise significativement durant les années 1980 en Italie et dans le reste de l'Europe. Le genre atteint un pic de popularité entre 1983 et 1988 et disparaît vers 1989. Il a influencé d'autres styles de musique électronique, dont l'Italo house, l'Italo dance, l'Eurobeat ou l'Eurodance. L'Italo disco connaît un renouveau au cours des années 2000, avec la publication de plusieurs compilations dédiées au genre et à travers des artistes tels que Sally Shapiro.
Il est plus électronique que le disco « classique » et se caractérise par l'utilisation de synthétiseurs et de boîtes à rythmes produits en masse. L'Italo disco se reconnaît aussi à ses mélodies accrocheuses et facilement reconnaissables. Les chansons du genre sont généralement chantées en anglais tandis que la voix est filtrée de façon électronique. Les paroles abordent des thèmes comme l'amour, la vie nocturne, la technologie et la danse. Les artistes d'Italo disco utilisent des noms de scène à consonance anglaise, avec souvent des jeux de mots ou des inside jokes.
Vilipendé par les critiques musicaux italiens au cours des années 1980, le genre est perçu comme le résultat de l'oppression culturelle américaine sur la culture italienne[réf. nécessaire]. Souvent qualifié de « commercial » et de « ringard », l'Italo disco a inspiré des artistes de musique électronique dans le monde entier. Des sonorités propres au genre se retrouvent chez des groupes tels qu'Erasure, New Order ou les Pet Shop Boys.

### Hip-hop
Le rappeur Jovanotti (aka Lorenzo Cherubini), qui a découvert le rap à Rome, en 1987, enregistre son premier album : Jovanotti for President. Il ne peut être question d'un travail hip-hop, mais ses textes sont interprétés en anglais dans des textes simples et légers qui donnent à Jovanotti cette étiquette d'« enfant éternel » qui marque ses premières productions. Avec la publication des chansons La mia moto et de Giovani Jovanotti, il abandonne le style de ses débuts. Quand il revient sur la scène avec un album de rap en 1991, il fait déjà partie d'un phénomène plus large.

### Italo dance
L'Italo dance atteint son pic de popularité dans les années 1990. Au cours de la décennie, des artistes ou groupes de dance italiens comme Alexia, Black Box, Corona, DJ Dado, Gala, Robert Miles, The Tamperer featuring Maya et Whigfield rencontrent le succès au niveau international. Ils se font connaître en dehors de l'Italie, dans des pays comme la France, l'Espagne, l'Allemagne, le Royaume-Uni et les États-Unis. Des albums tels que Best of Italo Dance Vol. 14 se classent dans les hit-parades de certains pays comme la Suède. En novembre 1994, WEA Italy lance le label IDM (Italian Dance Machine) dans le but de populariser l'Italo dance à l'échelle mondiale.

## Industrie musicale
Selon un rapport économique, l'industrie musicale en Italie génère 2,3 milliards d'euros en 2004. Ce montant correspond à la vente de CD, d'électronique musicale, d'instruments de musique et de billets pour des concerts en direct, ce qui représente une croissance de 4,35 % en 2004. La vente d'albums de musique diminue légèrement, mais il y a une augmentation compensatoire de la musique téléchargée numériquement contre paiement à partir de sites approuvés par l'industrie. À titre de comparaison, l'industrie italienne du disque se classe au huitième rang mondial ; les Italiens possèdent 0,7 album par habitant, alors que les États-Unis occupent la première place avec 2,7 albums. Le rapport fait état d'une augmentation de 20 % en 2004 par rapport à 2003 des redevances payées pour la musique en direct et à l'antenne.

## Instruments traditionnels
Les instruments à vent comprennent : baghèt, bena, ciaramella, ciaramedda, ciufalittu, cornette, fiavole, firlinfo, fischiotto, fisarmonica (accordéon), friscalettu, karamunxia, launeddas, müsa, ocarina, organetto, piffero, piva, quartara, siringa, siscari, sulittu, surdulina, zampogna et zattera. Les instruments à cordes comprennent : chitarra battente, ghironda, ghitarra, lira, mandoline, torototela, et violon. Les percussions comprennent : castagnettes, conocchie, cupa-cupa, maranzano, nacchere, pianino, putipù, raganella, scacciapensieri, sceta vajasse, tamburello, tammora, triccheballacche, et trunfa.